# Celso Adorno

Stemma nobiliare degli Adorno

Celso Adorno (Genova, 1567 – Asti, 1604) è stato un religioso italiano.

## Biografia
Don Celso Adorno, nacque da famiglia patrizia e ducale; era parente di santa Caterina Fieschi Adorno da Genova, e nipote del Venerabile Giovanni Agostino Adorno, fondatore dei Chierici regolari minori. Suo padre lo mandò a studiare a Brera presso i Gesuiti; qui cominciò a frequentare la chiesa di san Barnaba, quindi, colpito dalla vita di quei Padri, chiese ed ottenne di essere ammesso e compì il noviziato a Monza. Era un uomo molto dotto ed all'età di 22 anni era dottore in filosofia e teologia. Fu lettore di Filosofia all'Università di Milano e lettore di Teologia all'Università di Pavia nell'anno 1589. Fu anche consigliere del Duca di Savoia Carlo Emanuele I, col quale intrecciò una sincera amicizia ed al quale fu molto affezionato. Il duca di Savoia concesse ai Padri Barnabiti la chiesa di San Martino in Asti ed in seguito chiese la presenza dei Padri Barnabiti anche a Torino. Il primo di aprile del 1604, don Celso Adorno mori in odore di santità, ad Asti all'età di 37 anni, nell'anno 1604. Il Venerabile don Celso Adorno si distinse per le virtù eroiche cristiane, l'integrità della vita, l'affabilità dei suoi modi e per il suo intelletto; egli fu un uomo molto dotto in ogni ramo del sapere.